# Mina de Reocín

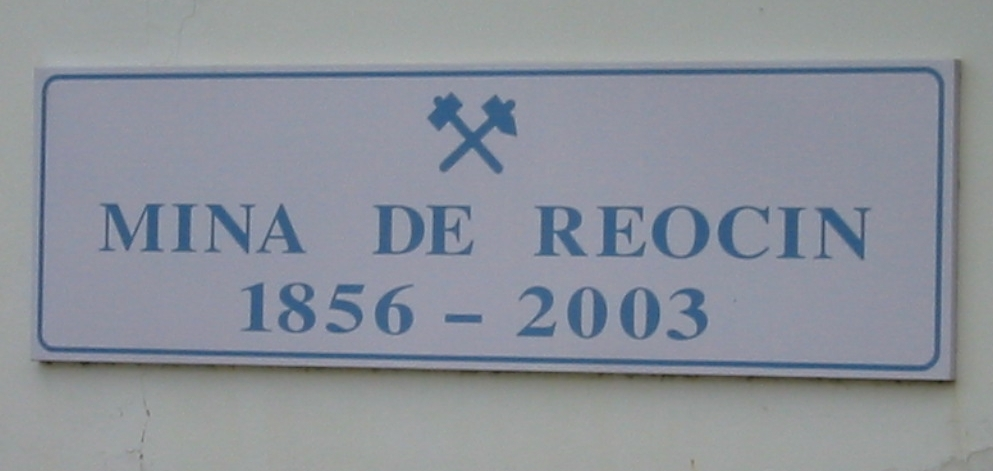
Placa que indica el año de apertura y cierre de la mina de Reocín.

La mina de Reocín, ubicada en la localidad de Reocín (Cantabria, España), fue el mayor yacimiento de zinc de Europa. Está encajado en calizas del Gargasiense (Aptiense medio), con unas dimensiones de 3,3 km de largo y unos 800 metros de anchura media. La mina fue explotada en sus inicios (1856) por la Real Compañía Asturiana de Minas, de capital belga, para pasar a pertenecer en 1981 a Asturiana de Zinc. Inicialmente se extrajeron calaminas, una mezcla de minerales secundarios de zinc, fundamentalmente smithsonita, hidrozincita y hemimorfita. Posteriormente se extrajeron mediante labores a cielo abierto y de interior blenda, galena y pirita, y para ello contó con instalaciones de concentración y flotación, llegándose a crear la fábrica de ácido sulfúrico en Hinojedo (Cantabria) para la tostación del mineral.
La mina está propuesta como «Lugar de interés geológico español de relevancia internacional» (Global Geosite) por el Instituto Geológico y Minero de España por su interés metalogenético, con la denominación «UR001: Yacimiento de Zn-Pb de Reocín», dentro del contexto geológico «Mineralizaciones de Zn-Pb y Fe del Urgoniano de la cuenca vasco-cantábrica».

## Historia
Aunque se pueda intuir que hubo explotación en época romana y en el siglo XVIII Gaspar Melchor de Jovellanos habla de las riquezas de la región, no hay ningún indicio cierto sobre la mina de Reocín hasta mediados del siglo XIX, en que se produce el descubrimiento del yacimiento.
Según la tradición el descubrimiento se produjo por un hecho fortuito. Pasando por Torrelavega (Cantabria) con dirección a Arnao (Asturias), Jules Hauzeur, futuro presidente de la Real Compañía Asturiana de Minas, tuvo un percance con su calesa y hubo de permanecer unos días en esa localidad, que aprovechó para dar paseos por la zona, lo que le permitió reconocer la existencia de paredes y muros construidos con calamina en el pueblo de Reocín. Era el año 1856. Aunque la realidad pudo ser otra. Maestre indica que fue José Julián Peña quién, enviado por la empresa, con sus investigaciones, descubrió el yacimiento de calaminas que afloraban en la zona de Reocín.
En el inicio de la explotación se dedicaron al beneficio de los afloramientos de calamina que contenían un 50 % de zinc hasta llegar a una mayor cantidad de mineral sulfurado que les llevó a instalar en 1904 un taller de preparación mecánica de minerales. Por el año 1922 comienzan a realizar los primeros ensayos de flotación que culminaran con la construcción en 1927 del primer lavadero europeo de flotación diferencial con una capacidad al día de 500 t, diseñado por el ingeniero Leopoldo Bárcena.

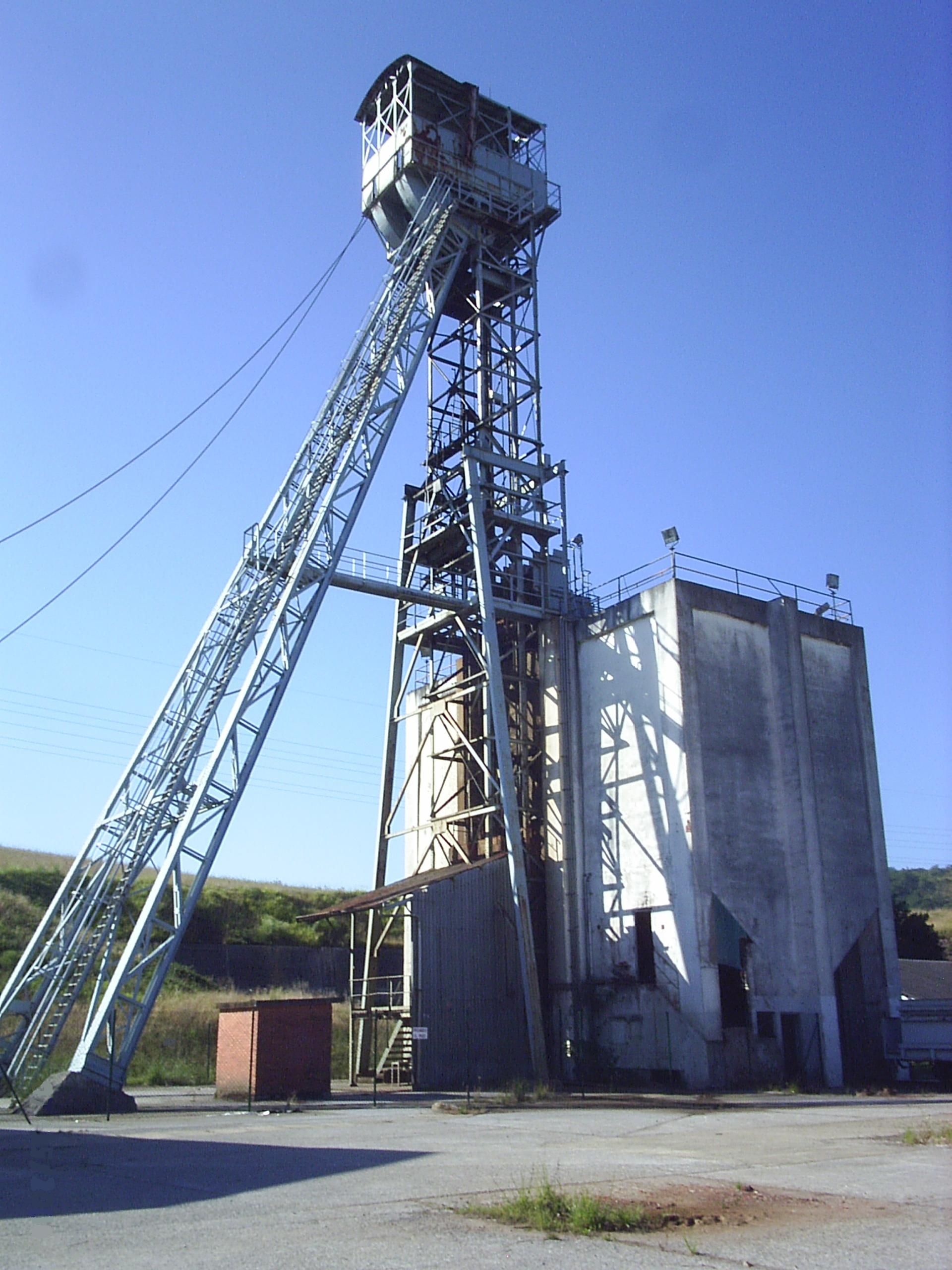
Pozo Santa Amelia.

Ante el conocimiento de grandes reservas de mineral, en el año 1929 ven la necesidad de construir el Pozo Santa Amelia de 338 metros de profundidad, inaugurándose en 1936 para permitir el acceso al personal y la extracción de mineral. Continúan haciendo avances y en 1954 construyen la planta de preconcentración de medios densos (sink and float) que estuvo en funcionamiento hasta 1997. A causa del hundimiento que se produjo en el año 1965, se volvió a explotar la zona central a cielo abierto, trasladando el pueblo de Reocín, aunque es en el año 1976 cuando se comienza la explotación de la parte central del yacimiento que conocemos como Corta o Zanjón. El año 1981 marca el cambio de titularidad de la mina al producirse la absorción por parte de Asturiana de Zinc S.A. de la Real Compañía Asturiana de Minas. Este cambio conlleva un aumento de las inversiones que conducen a más producción y a la instalación en 1983 de un nuevo Lavadero de flotación con capacidad para 3000 Tm/día ampliándose, a su vez, en 1990 a 4000 Tm/día.
Con las innovaciones introducidas en la explotación de interior, se construye una rampa en 1985 (Jorge Valdés) para vehículos y en 1990 se profundiza el Pozo Santa Amelia hasta alcanzar 414 m de profundidad. Pero a pesar de los cambios estructurales y las inversiones que se realizaron, las reservas de mineral solo permitieron su explotación hasta el año 2003 en el que se produce el cierre de la mina después de 147 años, tal como estaba previsto desde unos años antes, dado el agotamiento del mineral explotable.
Actualmente los estudios, informes, planos, documentación y bibliografía sobre las explotaciones e investigaciones mineras de la empresa constituyen el Fondo Mina de Reocín, que se encuentra en la Escuela Politécnica de Ingeniería de Minas y Energía de Torrelavega, de la Universidad de Cantabria, donde la Biblioteca Universitaria facilita su consulta. Actualmente, la mina a cielo abierto se  ha convertido en un lago, al inundarse por la llegada de agua desde la capa freática.
En el año 2016, el autor torrelaveguense Manuel Bartolomé García, con una extensa vinculación al pueblo de Reocín, publicó la novela Pío Jusué Barreda. La gloria oculta reivindicando la importancia de la figura de Barreda en la industrialización de la comarca del Besaya. Pío Jusué Barreda, ingeniero de minas nacido en 1815, fue director de la Escuela de Facultativos de Minas de Mieres. Posteriormente sería Director de la Real Compañía Asturiana de Minas, dedicándose durante casi cuatro décadas a la mina de Torres-Reocín y a otras de Cantabria. Gracias a su trabajo en pro de la minería y su dedicación, fue posible el descubrimiento de los yacimientos de calaminas de zinc en Cantabria.

## Explotación

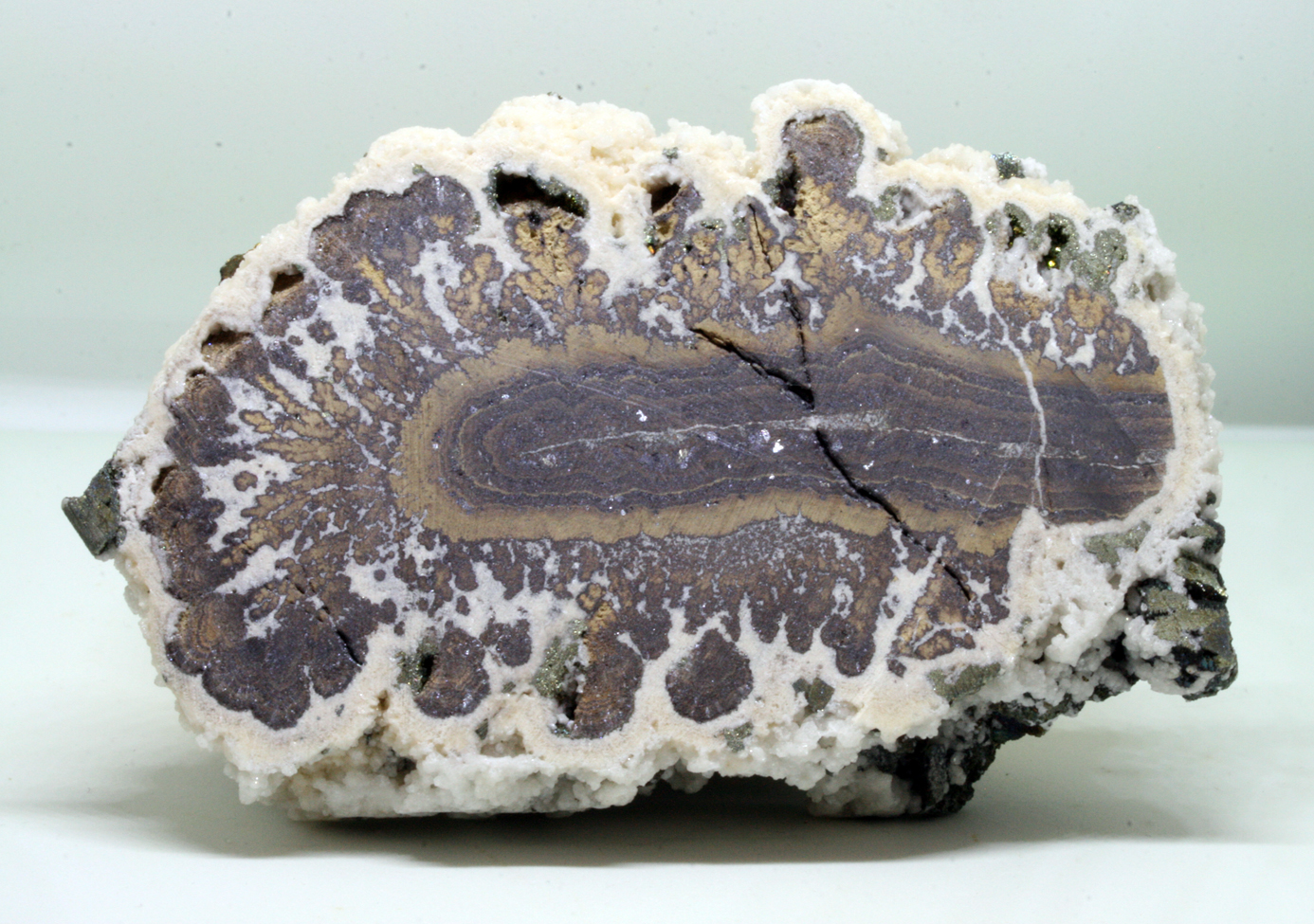
Sección de mineral de Reocín, con esfalerita y dolomita como mayoritarios, con marcasita (amarillo verdoso) y galena (pintas grises)

El yacimiento, a lo largo de su historia fue explotado “a cielo abierto” y “en interior”. La explotación a cielo abierto se desarrolló en la zona centro y este del yacimiento, llamándose Corta o Zanjón, siendo su explotación a través de bancos descendentes, unidos mediante rampas con un desnivel del 8%.
La explotación de interior, a la que se accedía a través del pozo Santa Amelia (1939) y la rampa Jorge Valdés (1985), se dividía en tres zonas: Pilares y Punta de Lanza en el oeste, Visera en el centro y Barrendera al Este. Por la estructura del criadero, el método que se desarrolló para su explotación fue el de huecos y pilares.

## Tratamiento del mineral

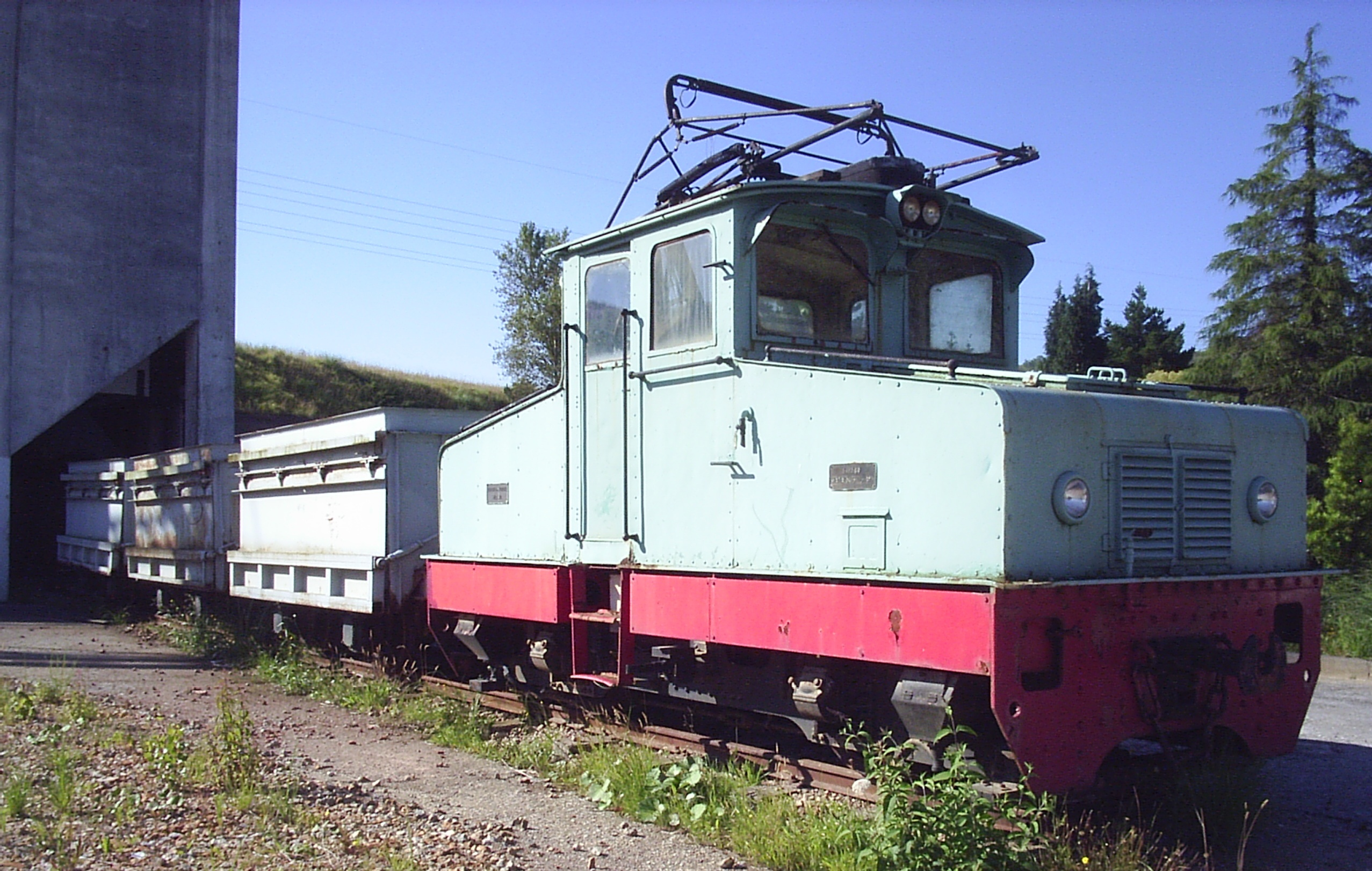
Locomotora. Mina Reocín.

Una vez que se extraía el mineral, se procedía a su tratamiento para obtener concentrados de zinc y plomo. Para conseguir estos concentrados se pasaba por diferentes etapas: trituración, molienda y flotación. La Trituración consistía en la fragmentación del mineral en diferentes tamaños que iban desde 150 mm (trituración primaria) a 80 mm (trituración secundaria) y tamaños inferiores a 20 mm (trituración terciaria). El mineral triturado se transportaba, en cintas y se procedía a su molienda. La Molienda se realizaba mediante dos molinos, uno de barras de circuito abierto y otro de bolas de circuito cerrado por los que el mineral quedaba reducido a polvo. El producto resultante se enviaba a la Flotación. En esta etapa el mineral era conducido al circuito de galena, en donde se desbastaba para pasar posteriormente al tanque espesador, finalizándose con el filtrado en prensa, en que se obtenía el concentrado de plomo. El mineral que se rechazaba iba al circuito de blenda para su posterior desbaste y espesado y así obtener el zinc.
Para terminar, se realizaba el tratamiento de estériles procedentes de la flotación, que consistía en bombearlos a un tanque y espesarlos y de allí enviarlos a la planta de estériles o al dique.

## Accidentes
En la mina se produjeron dos importantes accidentes a lo largo de su historia, con diversas consecuencias. El primero de los dos ocurrió el 17 de agosto de 1960: la rotura del dique de estériles La Luciana cerca de la medianoche provocó el aumento del caudal del río Besaya en metro y medio, arrastrando a su paso árboles y edificaciones; los vecinos desalojaron las casas ribereñas. El hospital de la Real Compañía Asturiana de Minas sufrió graves desperfectos. El siniestro se cobró la vida de 18 personas. El segundo accidente importante aconteció el 7 de enero de 1965, cuando el hundimiento de las galerías de los niveles 12, 14, 17 y 20 se tragó la práctica totalidad del barrio Pomares en Reocín. Aunque el accidente no se cobró ninguna vida (al desautorizarse la entrada del relevo de la tarde en la mina), 20 viviendas quedaron destruidas, 30 fueron declaradas en ruina y 53 más sufrieron graves daños estructurales. 700 vecinos perdieron su hogar.